# Eonatator
L'eonatator (gen. Eonatator) è un rettile marino estinto, appartenente ai mosasauri. Visse nel Cretaceo superiore (Santoniano – Campaniano, 85 – 75 milioni di anni fa), e i suoi resti fossili sono stati ritrovati in Nordamerica (Kansas, Alabama), Sudamerica (Colombia) e in Svezia.

## Descrizione
Questo animale rappresenta uno dei mosasauri più piccoli. La specie tipo (Eonatator sternbergi) è nota per un esemplare che in vita non doveva superare i 2,6 metri; di poco più grande doveva essere E. coellensis, lunga circa 2,8 - 3 metri e con un cranio di 41 centimetri. La forma del corpo presenta numerosi caratteri primitivi, benché fosse indubbiamente adattato alla vita acquatica. Le zampe, in particolare, richiamano quelle degli antenati varanoidi semiacquatici, come gli aigialosauridi. Il cranio era lungo e sottile, di forma triangolare, e le articolazioni craniche erano molto elastiche. In generale, la forma del corpo era sottile e allungata, e la coda era lunga quasi quanto la misura totale di testa e corpo.

## Classificazione
Questo animale è considerato uno dei mosasauri più primitivi. Il primo esemplare fossile fu scoperto da Charles H. Sternberg e da suo figlio Levi, e la specie tipo prende il nome da loro. Originariamente questo esemplare fu attribuito al mosasauro Clidastes, e in seguito venne riferito a Halisaurus. Solo nel 2005, dopo un'accurata ridescrizione del materiale, divenne chiaro che la specie Halisaurus sternbergi doveva essere ascritta a un nuovo genere, Eonatator. Questa forma è attualmente considerata il sister group di Halisaurus ed è ritenuta essere uno dei mosasauri più primitivi (il nome significa “nuotatore dell'alba”).
Nel 2013 venne descritta un'altra specie, E. coellensis, proveniente dalla Colombia (Pàramo-Fonseca, 2013).

## Stile di vita
È probabile che questo animale non fosse adatto alla vita in mare aperto, che richiedeva maggiori adattamenti scheletrici. Verosimilmente, l'eonatator viveva in acque costiere e basse, dove si cibava di una varietà di prede che dovevano includere pesci e molluschi.
L'esemplare tipo di E. coellensis è notevole perché conserva i resti di tessuti molli nelle zone dell'orecchio, del collo, del torace e della regione addominale. Sotto le vertebre pigali e la diciassettesima vertebra dorsale vi è una serie di 20 piccoli centri vertebrali e un osso appiattito, che insieme misurano 25 centimetri di lunghezza. Queste piccole ossa hanno caratteristiche dei mosasauroidi, con tre vertebre con archi emali e centri procelici, che suggeriscono la possibile appartenenza ad un embrione di questa specie. Potrebbe quindi essere il secondo caso di ovoviviparità riportato nei mosasauroidi, dopo quello di Carsosaurus (Páramo-Fonseca, 2013).